# 乳児湿疹
乳児湿疹（にゅうじしっしん）とは、顔や体の一部など、乳児期の赤ちゃんに見られる湿疹の総称。生後2～3週間から2ヵ月頃に多く見られる。

## 原因
胎内で母親から受け継いだホルモンの影響が続く生後2ヵ月までは、赤ちゃんは皮脂分泌が盛んなため皮脂量が多い頭、顔、脇の下などに湿疹が出る。乳児湿疹がなかなか治らない場合は、アトピー性皮膚炎の可能性もある。

## 症状
乳児湿疹の中でも代表的なのは、新生児ざそう（新生児にきび）と乳児脂漏性湿疹である。新生児ざそうは、生後1～2ヵ月をピークに、頭や頬、額などに思春期に出来るにきびのような黄色やピンクのポツポツが出る。また乳児脂漏性湿疹は、髪の生え際や眉毛、鼻など皮脂分泌が盛んな場所に、ふけのようなかたまりがこびりついたり、脂っぽい瘡蓋のようなものがつく。

## 治療
石鹸で洗うなど、清潔を保つことで軽快することが多い。湿疹が増えた、黄色い膿が出た、赤みやただれなど、気になる症状がある場合は、小児科や皮膚科を受診したほうがよい。